# Capitão Gervásio Oliveira
Capitão Gervásio Oliveira är en kommun i Brasilien.   Den ligger i delstaten Piauí, i den östra delen av landet, 1 000 km nordost om huvudstaden Brasília. Antalet invånare är 3 876.
Omgivningarna runt Capitão Gervásio Oliveira är huvudsakligen savann. Runt Capitão Gervásio Oliveira är det mycket glesbefolkat, med 2 invånare per kvadratkilometer.